# Giro dell'Appennino 1949
Il Giro dell'Appennino 1949, decima edizione della corsa, si svolse il 29 agosto 1949, su un percorso di 222 km. La vittoria fu appannaggio dell'italiano Dino Rossi, che completò il percorso in 6h50'00", precedendo i connazionali Renzo Soldani e Pietro Giudici.
I corridori che partirono furono 70, mentre coloro che tagliarono il traguardo di Pontedecimo furono 37. 

## Ordine d'arrivo (Top 10)
| Pos. | Corridore         | Squadra         | Tempo    |
| ---- | ----------------- | --------------- | -------- |
| 1    | Dino Rossi        | Cimatti         | 6h50'00" |
| 2    | Renzo Soldani     | Legnano         | s.t.     |
| 3    | Pietro Giudici    | Cimatti         | s.t.     |
| 4    | Danilo Barozzi    | Cimatti         | s.t.     |
| 5    | Vittorio Rossello | Legnano         | a 58"    |
| 6    | Andrea Carrea     | Bianchi-Ursus   | a 1'30"  |
| 7    | Germano Ghezzo    | Fiorelli        | s.t.     |
| 8    | Armando Barducci  | Fréjus          | s.t.     |
| 9    | Enzo Bellini      | Bartali-Gardiol | s.t.     |
| 10   | Valerio Bonini    | Benotto         | s.t.     |